# ناحیه المر، شهرستان پیپستون، مینه سوتا
ناحیه المر (به انگلیسی: Elmer Township) یک منطقهٔ مسکونی در ایالات متحده آمریکا است که در شهرستان پایپستون، مینه‌سوتا واقع شده‌است.
 ناحیه المر ۹۱٫۳ کیلومتر مربع مساحت و ۲۷۵ نفر جمعیت دارد و ۵۲۲ متر بالاتر از سطح دریا واقع شده‌است.